# Státní podnik
Státní podnik (zkráceně s. p.) je v České republice podnik, který je založen státem prostřednictvím jeho organizační složky. Vzniká zakladatelskou listinou. Na rozdíl od příspěvkových organizací státu je účelem státního podniku podnikání, tedy vytváření zisku. Státní podniky vznikly v Československu v roce 1988 v rámci socialistické přestavby a související demokratizace. Oproti dosavadním centralizovaně a direktivně řízeným národním podnikům v nich rozhodující slovo měla socialistická samospráva pracovního kolektivu. Nový zákon ihned po pádu socialismu v roce 1990 přenesl rozhodovací pravomoc zpět na zakladatele a samosprávu pracovních kolektivů zrušil a ponechal zaměstnancům jen částečné zastoupení v dozorčí radě, toto zastoupení bylo v roce 1997 ještě zmenšeno. Od roku 1997 mohou funkci zakladatele státního podniku vykonávat jen ústřední orgány státní správy a pouze se souhlasem vlády, do té doby souhlas vlády nebyl nutný a zakladateli mohly být i obce (orgány obcí) či orgány okresů.

## Historie

### Národní podniky
Od roku 1945 do 30. prosince 1991 byla právním řádem zavedena právní forma národní podnik, která byla vypuštěna z právního řádu Československa až zrušením hospodářského zákoníku č. 101/1963 Sb. a jeho nahrazením obchodním zákoníkem č. 513/1991 Sb. Tuto formu má dosud (2024), kromě mnoha již neaktivních právnických osob, také například Budějovický Budvar, a to kvůli sporům o ochranné známce.
Právní formu státní podnik v České republice (a celém Československu) poprvé zavedlo Federální shromáždění ČSSR zákonem č. 88/1988 Sb., o státním podniku, s účinností od 1. července 1988. Novější verze zákona o státním podniku byly zveřejněny pod čísly 111/1990 Sb. (novelizovaný zákonem 119/1995 Sb.) a 77/1997 Sb. (účinný od 1. července 1997, s klíčovými přechodnými ustanoveními s půlroční lhůtou od nabytí účinnosti).

### Státní podniky se socialistickou samosprávou
Československý zákon č. 88/1988, účinný od 1. července 1988, byl přijat v kontextu přestavby, tedy demokratizace a restrukturalizace socialistického hospodářství. To vyjadřuje i mnohaodstavcová preambule tohoto zákona, která označila státní podniky a družstva za základní článek národního hospodářství a vymezila funkci státních podniků takto: „Státní podnik plní své hospodářské a sociální úkoly v souladu s politikou Komunistické strany Československa, vedoucí a usměrňující síly socialistické společnosti a státu. Organizace Komunistické strany Československa působící ve státním podniku jsou politickým jádrem pracovního kolektivu, sjednocují úsilí vedení státního podniku, orgánů socialistické samosprávy, společenských organizací sdružených v Národní frontě a všech pracujících k uspokojování celospolečenských potřeb. Uplatňují právo stranické kontroly vůči vedení státního podniku a orgánům socialistické samosprávy a zabezpečují uskutečňování kádrové politiky Komunistické strany Československa, formování účasti pracujících na řízení a rozvoj socialistické samosprávy pracovního kolektivu. (…) Významnou úlohu při rozvoji státního podniku má Revoluční odborové hnutí, které se podílí na organizování účasti pracujících na řízení a rozvoji výroby a na zlepšování pracovních, zdravotních, sociálních a kulturních podmínek pracovního kolektivu, hájí jejich práva, oprávněné zájmy a potřeby. Při zabezpečování zájmů mladé generace a ve výchově mladých členů pracovního kolektivu má ve státním podniku důležité poslání Socialistický svaz mládeže. Veškerá činnost státního podniku je řízena podle zásady demokratického centralismu. Základním nástrojem řízení státního podniku státem je pětiletý státní plán Hospodářského a sociálního rozvoje.“
Státní podnik byl zákonem z roku 1988 klasifikován jako socialistická organizace, která je socialistickým výrobcem zboží a jejímž hlavním společenským posláním je svou podnikatelskou činností účelně a hospodárně uspokojovat potřeby socialistické společnosti a v souladu s tím zabezpečovat svůj rozvoj a podle výsledků svého hospodaření i sociální rozvoj svého pracovního kolektivu. Pracovní kolektiv podniku tvořili jeho pracovníci v hlavním pracovním poměru. Podnik hospodařil s majetkem v socialistickém celospolečenském vlastnictví, avšak svým jménem a na vlastní odpovědnost. Zakladatelem podniku mohl být federální nebo republikový ústřední orgán státní správy nebo kterýkoliv národní výbor. Zakladatel mohl volit a kombinovat prvky kombinátních, koncernových, oborových i územních a dalších principů organizování.
Specifickým prvkem zákona z roku 1990, který nemá obdobu u předchozích ani pozdějších zákonů, byla socialistická samospráva. Ředitel kolektivu byl odpovědný nejen zakladateli, ale i pracovnímu kolektivu. Orgány socialistické samosprávy bylo shromáždění pracovního kolektivu podniku, popřípadě shromáždění delegátů pracovního kolektivu podniku, a rada pracovního kolektivu podniku. Některá rozhodnutí ředitele byla podmíněna souhlasem socialistické samosprávy nebo příslušného orgánu Revolučního odborového hnutí. Ředitel byl povinen se účastnit jednání orgánů socialistické samosprávy podniku (představitel zakladatele měl pouze právo se těchto jednání účastnit). Ředitele podniku nejmenoval zakladatel, ale volilo jej na pětileté funkční období shromáždění jako orgán socialistické samosprávy v tajném hlasování. Kandidáty na funkci ředitele vybíral zakladatel z uchazečů, kteří mají „politické, odborné a morální předpoklady pro tuto funkci“, zpravidla na základě jím vypsaného konkursu. Volby se měly konat do 90 dnů po skončení funkce předchozího ředitele nebo do 4 měsíců od vzniku podniku, dnem nástupu ředitele do funkce byl zpravidla den jeho zvolení, ředitele na základě voleb „ustanovoval do funkce“ zakladatel podniku. Do nástupu nového ředitele vykonával funkci ředitele dosavadní ředitel, u nových podniků zakladatelem určená osoba. Na návrh zakladatele nebo rady mohlo shromáždění ředitele odvolat v průběhu jeho funkčního období.
Shromáždění pracovního kolektivu (nebo jeho delegátů) nejen volilo a odvolávalo ředitele, ale také na návrh ředitele schvalovalo pětiletý hospodářský plán podniku, roční účetní závěrku a způsob rozdělení použitelného zisku či návrh na sloučení, splynutí nebo rozdělení podniku. Na návrh rady schvalovalo organizaci socialistické samosprávy uvnitř podniku a volební a jednací řády. Pokud ředitel nesouhlasil s rozhodnutím rady, které se týkalo ročního plánu hospodářského a sociálního rozvoje podniku a jeho změn, zásad vnitropodnikového řízení nebo vnitřní organizace podniku, předložil věc k rozhodnutí shromáždění, které o ní do 30 dnů muselo rozhodnout, tedy buď potvrdit rozhodnutí rady, nebo jej zrušit a schválit tak návrh ředitele. Shromáždění též projednávalo dlouhodobé koncepce a programy ekonomického a sociálního rozvoje podniku. Shromáždění rozhodovalo nadpoloviční většinou.
Pokud ředitel nesouhlasil s rozhodnutím shromáždění, týkajícím se ročního nebo pětiletého plánu, účetní závěrky způsobu rozdělení zisku nebo sloučení, splynutí nebo rozdělení podniku, mohl do 15 dnů předložit věc ke konečnému rozhodnutí zakladateli, který musel rozhodnout bez zbytečného odkladu, nejpozději do 30 dnů, do tohoto rozhodnutí byla věc nevykonatelná.
Rada podniku schvalovala na návrh ředitele roční prováděcí plány hospodářského a sociálního rozvoje podniku a jejich změny a zásady vnitropodnikového řízení a vnitřní organizaci podniku. Mohla zakladateli předkládat návrhy kandidátů na ředitele podniku a shromáždění předkládat návrhy na odvolání ředitele podniku. Shromáždění mohla rada předkládat návrhy na vnitřní organizaci samosprávy a její volební a jednací řády. Rada svolávala shromáždění a připravovala podklady k jeho jednání. Rada byla volena na dobu pěti let nebo kratší. Členem rady nesměl být ředitel podniku ani jeho zástupce a při volbě nové rady musela být obměněna alespoň jedna třetina počtu jejích členů.
Svá shromáždění, popřípadě rady mohl mít nejen pracovník kolektiv celého podniku, ale i vnitřní organizační jednotky podniku (závody, provozy, dílny a podobně). Tato shromáždění měla v rámci své jednotky působnost vymezenou celopodnikovým shromážděním. Celopodnikové shromáždění mohlo sobě nebo shromážděním vnitřních jednotek podniku vyhradit i volbu vedoucích pracovníků vnitřních organizačních jednotek podniku; návrhy kandidátů pro takovou funkci předkládal shromáždění vedoucí pracovník přímo nadřízený volené funkci po projednání v radě pracovního kolektivu této vnitřní organizační jednotky. Voleného vedoucího pracovníka mohlo shromáždění na návrh jeho nadřízeného nebo na návrh příslušné rady také odvolat.

### Zrušení samosprávy
Československý zákon č. 111/1990 Sb. se od nabytí své účinnosti 1. května 1990 automaticky vztahoval na dosavadní státní podniky. Týmž dnem však zanikly dosavadní orgány samosprávy a jejich pravomoci. Místo nich byly zřízeny dozorčí rady, které však již neměly přímé rozhodovací pravomoci, ale jen poradní a kontrolní. V zákoně však zůstala definice pojmu „pracovní kolektiv podniku“. Polovinu počtu členů dozorčí rady ustanovoval a odvolával zakladatel podniku, druhou polovinu kolektiv nebo jeho delegáti, a to tajnou volbou. Zakladatel byl povinen do 90 dnů od nabytí účinnosti zákona jmenovat ředitele a polovinu členů rady.
Zakladatelem mohly být i nadále kromě ústředních orgánů státní správy i národní výbory všech úrovní (pozdějšími novelami byla tato kompetence přenesena na obce a okresní úřady).
Do 31. prosince 1990 měl zakladatel právo rozdělit podnik nebo v jeho rámci vyčlenit organizační jednotku za účelem založení nového podniku nebo převedení do jiného podniku, nebo zrušit podnik bez likvidace a jeho hmotný majetek jako celek vložit do akciové společnosti nebo jej smluvně převést do vlastnictví jiné osoby, přičemž spolu s majetkem přešla na nabyvatele i práva a povinnosti rušeného podniku. Tato rozhodnutí mohl zakladatel vynést jak na návrh podniku, tak i bez jeho návrhu, avšak vždy jen na základě předchozího souhlasu federální či republikové vlády,
Zákon z roku 1990 vyčlenil i specifický typ státních podniků, státní podnik k uspokojování veřejně prospěšných zájmů. Takové podniky bylo možno zakládat jen v oborech činnosti, které vymezila republiková nebo federální vláda. V takovém podniku se nezřizovala dozorčí rada, její roli (schvalování účetní závěrky a rozhodování o rozdělení zisku) vykonával přímo zakladatel.

### Zrušení zakladatelského práva obcí a okresů a posílení role vlády
Zákon č. 77/1997 Sb. především zrušil obcím a okresním úřadům možnost vykonávat funkci zakladatele státního podniku a zakladatelská rozhodnutí ústředních orgánů státní správy podrobil předchozímu souhlasu vlády. Státní podniky vzniklé podle zákona č. 111/1990 Sb., o státním podniku, se staly státními podniky podle zákona 77/1997 Sb., pokud zakladatelem byl ústřední orgán státní správy a do 6 měsíců od nabytí účinnosti nového zákona přizpůsobil zakládací listinu a složení dozorčí rady novému zákonu a zaslal příslušnému rejstříkovému soudu návrh na zápis změny v obchodním rejstříku. V téže lhůtě mohli zakladatelé podnik zrušit.
Státní podniky, jejichž zakladatelem byl okresní úřad nebo obec, musely být do 6 měsíců od účinnosti nového zákona zrušeny. Po marném uplynutí těchto lhůt měl podnik zrušit soud a nařídit jeho likvidaci; dodatečná novela zákona umožnila nezrušit podnik v případech, kdy probíhalo neuzavřené správní či soudní řízení týkající se stanovení majetku nebo jeho majetek nemohl být zjištěn a oceněn, nebyla dokončena privatizace nebo restituční řízení nebo podnik nesplnil podmínky nezbytné pro jeho zrušení. Tento zákon také snížil zastoupení zaměstnanců v dozorčí radě z poloviny na třetinu.
V roce 2020 ještě zbývalo několik desítek státích podniků v likvidaci, některé založené státem, některé územní samosprávou.

## Zřizovatelský vztah
Podniky založené podle zákona o státním podniku „jsou zakládány k uspokojování významných celospolečenských, strategických nebo veřejně prospěšných zájmů“. Státní podnik může být založen pouze na základě souhlasu vlády. Státní podnik může určit, které své organizační složky nechá zapsat do obchodního rejstříku jako odštěpné závody.
Státní podniky jsou právnické osoby, které provozují podnikatelskou činnost vlastním jménem a na vlastní odpovědnost, nemají však vlastní majetek, ale hospodaří s majetkem státu. Zakladatelem státních podniků je stát, jehož jménem vykonává funkci zakladatele věcně příslušné ministerstvo, pokud zákon nestanoví jinak. Ministerstvo zakládá podnik vydáním zakládací listiny, která zároveň vymezuje státní majetek svěřený podniku do správy, resp. k právu hospodaření. Zakládací listinou jsou rovněž určeny orgány podniku, tedy ředitel podniku a počet a seznam členů dozorčí rady. Do 6 měsíců od zapsání podniku do obchodního rejstříku musí zakladatel podniku vydat statut podniku, který obsahuje například zásady hospodaření podniku a rámcové vymezení spolupráce s regionálními orgány státní správy a vyššími územně samosprávnými celky. Zakladatel podniku schvaluje jeho účetní závěrku a výroční zprávu a rozhoduje o rozdělení použitelného zisku (vypořádání ztráty). Na rozhodování zakladatele podle zákona o státním podniku se podle zákona o státním podniku nevztahují předpisy o správním řízení.
Zákon o státním podniku 77/1997 Sb. výslovně určuje, že funkci zakladatele státního podniku Česká pošta s. p. vykonává ministerstvo vnitra.
O zrušení podniku rozhoduje jeho zakladatel po předchozím souhlasu vlády. V zákonem vyjmenovaných případech, například když podnik ztratí oprávnění či zákonné předpoklady ke své hlavní činnosti, déle než 6 měsíců nemá kompletní dozorčí radu nebo byl-li vznikem podniku porušen zákon nebo porušuje-li podnik některá ustanovení zakládací listiny, zruší podnik soud na návrh osoby, která osvědčí právní zájem. V případě zrušení podniku s likvidací přebírá zakladatel likvidační zůstatek a je povinen jej převést do státních finančních aktiv.

## Orgány podniku
Statutárním orgánem státního podniku je ředitel. Ředitele jmenuje a odvolává ministr zřizujícího ministerstva, pokud si to nevyhradí vláda. Ředitel podniku jmenuje a odvolává svého zástupce, který v době nepřítomnosti ředitele zastupuje ředitele v plném rozsahu. Jmenuje-li více zástupců, určí současně jejich pořadí. Zástupci ředitele se zapisují do obchodního rejstříku. Ředitel vydává organizační řád podniku, řídí jeho činnost a rozhoduje o všech jeho záležitostech, která zákon nevyhrazuje do působnosti zřizovatele.
Dozorčí rada schvaluje zásadní otázky koncepce rozvoje podniku, projednává výroční zprávu, roční finanční plán a pololetní výsledky hospodaření přezkoumává roční účetní závěrku a návrh na rozdělení použitelného zisku (vypořádání ztráty); své stanovisko předkládá řediteli a zakladateli; dohlíží na výkon působnosti ředitele a uskutečňování podnikatelské činnosti podniku a vyjadřuje se k návrhům zakladatele na zrušení, sloučení či rozdělení podniku. Dozorčí rada musí mít nejméně tři členy; jednu třetinu členů dozorčí rady tvoří zaměstnanci podniku, které volí a odvolávají zaměstnanci podniku na základě výsledků voleb, dvě třetiny členů dozorčí rady do funkce jmenuje a odvolává zakladatel. Členové mají být podle zákona voleni a jmenováni z řad nezávislých odborníků, ekonomů, vědecko-technických pracovníků, pracovníků bankovního sektoru a zástupců zaměstnanců podniku, výkon funkce je nezastupitelný, ředitel ani zástupce ředitele nemohou být členy dozorčí rady. Dozorčí rada rozhoduje většinou svých členů, menšina členů si však smí vyžádat, aby její stanovisko bylo v zápise uvedeno. Jednací řád dozorčí rady určuje zakladatel podniku.

## Podobné právní formy
Kromě státních podniků jsou v Česku i další podniky se státní účastí, které mají jinou právní formu, např. státní ČEPRO a. s., státní Letiště Praha, a. s., státní ČEPS, a. s., státní Česká exportní banka, a. s., státní Jihomoravské pivovary, a. s., státní MERO ČR, a. s. nebo polostátní ČEZ, a. s.
Speciální právní formu má Správa železnic, státní organizace, zkráceně s. o.
Budějovický Budvar je národní podnik, zkráceně n. p.
Státní příspěvkové organizace jsou neziskové organizace zřizované ústředními orgány státní správy, vedle toho existují též příspěvkové organizace územně-samosprávných celků, tedy krajů a obcí.

## Příklady českých státních podniků

### Strategické služby a obory
- Státní pokladna Centrum sdílených služeb (SPCSS)
- Státní tiskárna cenin
- CENDIS
- Národní agentura pro komunikační a informační technologie (NAKIT)
- Vojenský opravárenský podnik 081 Přelouč (od roku 2004 v konkursu, vymazán v roce 2020)
- VOP CZ (Šenov u Nového Jičína)
- Česká pošta
- Správa Letiště Praha (do roku 2008 Letiště Praha s.p., do roku 2005 Česká správa letišť s.p., která v roce 1995 vznikla transformací stejnojmenné příspěvkové organizace)
- Řízení letového provozu České republiky
- ČPPT
- Ředitelství silnic a dálnic (vzniklo v roce 2024 transformací ze stejnojmenné příspěvkové organizace)

### Správa a využití přírodního bohatství
- Lesy České republiky
- Vojenské lesy a statky ČR
- Povodí Labe
- Povodí Moravy
- Povodí Odry
- Povodí Ohře
- Povodí Vltavy
- Státní léčebné lázně Bludov (od 2024 v soukromém vlastnictví[3])
- Státní léčebné lázně Janské Lázně
- Horské lázně Karlova Studánka
- BALMED Praha (zanikl 2023 fúzí do Stáních léčebných lázní Bludov)
- DIAMO
- Intergeo, podnik pro geologickou a těžební činnost v zahraničí (zanikl 1992 přeměnou na akciovou společnost)[4]
- Palivový kombinát Ústí (zanikl 2022 fúzí do státního podniku DIAMO)
- Národní hřebčín Kladruby nad Labem, zanikl 2017, nahrazen příspěvkovou organizací
- Zemský hřebčinec Písek, zanikl 2017, nahrazen státní příspěvkovou organizací
- Zemský hřebčinec Tlumačov, zanikl 2017, nahrazen státní příspěvkovou organizací

### Výzkum a vývoj
- Elektrotechnický zkušební ústav
- Výzkumný ústav STS a OZS (zanikl 1992)
- Centrum pro informace a mechanické testování obalů - CIMTO
- Strojírenský zkušební ústav
- Fyzikálně-technický zkušební ústav
- Technický a zkušební ústav stavební Praha
- Textilní zkušební ústav
- Výzkumný a vývojový ústav dřevařský
- LOM Praha (výzkum, vývoj a implementace vojenské letecké techniky)
- STROJOBAL Hradec Králové (zanikl 1992 přeměnou na akciovou společnost, odštěpné závody zanikly následně)
- Vojenský technický ústav
- Vojenský výzkumný ústav
- Mezinárodní testování drůbeže